# Stubb Glacier
Stubb Glacier är en glaciär i Antarktis. Den ligger i Västantarktis. Argentina, Chile och Storbritannien gör anspråk på området. Stubb Glacier ligger 529 meter över havet.
Terrängen runt Stubb Glacier är kuperad. Trakten är obefolkad. Det finns inga samhällen i närheten.